# Адміністративно-правова охорона навколишнього природного середовища
Адміністративно-правова охорона навколишнього природного середовища  — це система адміністративно-правових засобів, визначених адміністративним законодавством України, за допомогою яких держава регулює суспільні відносини, що пов'язані із сферою збереження і відтворення природних об'єктів, особливо цінних і унікальних природних комплексів, раціонального використання природних ресурсів, забезпечення екологічної безпеки в ім'я сучасних і майбутніх поколінь, зосереджуючи зусилля на тому, щоб ці правовідносини залишалися об'єктами охорони від протиправних посягань; діяльність, врегульована нормами адміністративного права, що здійснюється уповноваженими на те державними органами, у тому числі і правоохоронними органами та органами місцевого самоврядування в процесі здійснення виконавчо-розпорядчої діяльності, а також об'єднаннями громадян природоохоронного спрямування шляхом застосування ними системи управлінських заходів щодо попередження негативних наслідків, збереження та відновлення належного стану навколишнього природного середовища, раціонального використання природних ресурсів, встановлення безпечної для існування форми взаємодії суспільства і природи, сприятливої для життя та здоров'ю людини.

## Охорона навколишнього природного середовища
Охорона навколишнього природного середовища – це сукупність міжнародних, державних і регіональних заходів, включаючи адміністративні, правові, економічні, політичні, технологічні, соціальні і суспільні, спрямовані на раціональне використання, відтворення і збереження в необхідному обсязі природних ресурсів землі, обмеження негативного впливу людської діяльності на навколишнє середовище.
Охорона навколишнього природного середовища, раціональне використання природних ресурсів, забезпечення екологічної безпеки життєдіяльності людини — невід'ємна умова сталого економічного та соціального розвитку України.
Охорона навколишнього природного середовища ґрунтується на правових (юридичних) нормах, які належати до різних галузей права. Можна виділити основні різновиди правової охорони навколишнього природного середовища:
- конституційно-правову;
- екологічно-правову;
- кримінально-правову;
- адміністративно-правову;
- міжнародно-правову.

У рамках адміністративно-правових норм передбачена найбільша частина заходів, які спрямовані на охорону навколишнього природного середовища. Адже така охорона має на меті використання всієї сукупності адміністративних засобів, способів, методів впливу на суспільні відносини у природоохоронній сфері, що спрямований на недопущення порушення допустимих меж поведінки людей та належного управління з боку держави.

## Зміст адміністративно-правової охорони навколишнього природного середовища
Невід'ємними складовими змісту адміністративно-правової охорони навколишнього природного середовища є:
- суспільні відносини, які складаються у рамках взаємодії людини і навколишнього середовища, що є об'єктами природоохорони;

- система адміністративних методів, комплекс заходів, засобів, які застосовуються органами виконавчої влади держави в процесі правозастосовної діяльності шляхом впливу норм адміністративного права на суспільні відносини, і який спрямований на збереження, раціональне використання, відтворення та охорону навколишнього природного середовища, забезпечуючи його стійкість;

- адміністративне законодавство, яким регулюються відносини у галузі охорони навколишнього природного середовища, напрямки його удосконалення;

- навколишнє природне середовище, на яке відбулося протиправне посягання (природні, природно-антропогенні та антропогенні об'єкти (земля, надра, ліси), а також природні об'єкти, які були змінені в результаті господарської або іншої діяльності людини; порушені екологічні права людини);

- природоохоронна діяльність органів державної влади, органів місцевого самоврядування, об'єднань громадян щодо виявлення і запобігання адміністративних правопорушень в галузі охорони природи, використання природних ресурсів, охорони пам'яток історії та культури, передбачених КУпАП[1];

- система уповноважених центральних і місцевих органів державної виконавчої влади, які здійснюють владно-розпорядчу діяльність щодо встановлення дозволів та заборон, нормування, сертифікації, ліцензування та екологічної експертизі, притягнення винних осіб до адміністративної відповідальності за порушення норм чинного законодавства України.

## Відносини у галузі охорони навколишнього природного середовища
Відносини у галузі охорони навколишнього природного середовища в Україні регулюються водночас конституційним, екологічним і адміністративним правами при пріоритеті норм конституційного права, відмінність між ними інколи полягає лише в обсязі правового регулювання (загальне і спеціальне).
- Закони.
- Укази і нормативні розпорядження Президента України.
- Постанови і нормативні розпорядження Кабінету Міністрів України.
- Акти центральних органів виконавчої влади України — міністерств, державних комітетів.
- адміністративне, земельне, водне, лісове законодавство, законодавство про надра, про охорону атмосферного повітря, про охорону і використання рослинного і тваринного світу та інше спеціальне законодавство.
- Акти місцевих державних адміністрацій.
- Рішення рад та виконавчих органів місцевого самоврядування.
- Міжнародні договори і угоди, виконавчі приписи до них.

3 урахуванням особливостей правового регулювання щодо охорони і використання об'єктів природи виділяють чотири групи суспільних відносин:
- відносини щодо охорони навколишнього середовища;
- відносини щодо збере¬ження і раціонального використання природних ресурсів;
- відносини щодо забезпечення екологічної безпеки;
- відносини щодо формування екологічної мережі.

## Об'єкти правової охорони навколишнього природного середовища
Відповідно до Закону України Про охорону навколишнього природного середовища підлягають державній охороні і регулюванню використання на території України:
- навколишнє природне середовище як сукупність природних і природно-соціальних умов та процесів;
- природні ресурси, як залучені в господарський оборот, так і невикористовувані в народному господарстві в даний період (земля, надра, води, атмосферне повітря, ліс та інша рослинність, тваринний світ), ландшафти та інші природні комплекси (усі природні блага, які слугують задоволенню потреб людини);
- природні території та об'єкти, що підлягають особливій охороні (території та об'єкти природно-заповідного фонду, курортні і лікувально-оздоровчі, рекреаційні, водозахисні, інші території та об'єкти, визначені відповідно до законодавства України);
- здоров'я і життя людей.

## Система суб'єктів адміністративно-правової охорони навколишнього природного середовища
Адміністративно-правова охорона навколишнього природного середовища становить один із напрямків публічного управління, відповідно, здійснюється усією системою державних органів влади (Президентом України, Кабінетом Міністрів України, міністерствами та іншими центральними органами виконавчої влади та їх структурними підрозділами, що діють на місцевому рівні, місцевими державними адміністраціями), правоохоронними органами, а також органами місцевого самоврядування у разі делегування їм державно-владних повноважень, іншими об'єднаннями громадян, міжнародними організаціями.
Органи державної (виконавчої) влади реалізують у своїй діяльності основні повноваження держави — здійснюють від імені Українського народу права власника на природоохоронні об'єкти, їх захист і охорону в межах своєї компетенції, визначеної Конституцією та законами України.
В системі органів державної влади залежно від форми правової організації та змісту повноважень у природоохоронній галузі виділяють три основні групи:
- Органи загальної компетенції та їх спеціалізовані структури (Верховна Рада України, Президент України, Рада національної безпеки і оборони України, Служба безпеки України).
- Органи спеціальної компетенції (Міністерство екології та природних ресурсів України, Державна служба з надзвичайних ситуацій, Державна комісія з питань техногенно-екологічної безпеки та , Міністерство охорони здоров'я, Міністерство внутрішніх справ України).
- Органи єдиної системи запобігання і реагування на надзвичайні екологічні ситуації (Державна прикордонна служба, Національна поліція, Національна гвардія, регіональні та місцеві комісії з питань техногенно-екологічної безпеки і надзвичайних ситуацій, військові частини, підрозділи Збройних Сил України, медичні служби сил оборони та органи і заклади охорони здоров'я, державні органи і установи ветеринарної медицини).

## Система адміністративних методів та заходів охорони об'єктів навколишнього природного середовища
Конституція України — гарантує право кожного на безпечне для життя і здоров'я довкілля та на відшкодування завданої порушенням цього права шкоди.
Адміністративно-правова охорона навколишнього природного середовища здійснюється з використанням відповідних методів державного управління, основними з яких є адміністративні методи:
- метод переконання;
- метод примусу

Ці методи можуть виступати як в ролі самостійних методів управління, так і входити складовими елементами до інших методів, наприклад, економічних.
Система адміністративних заходів у галузі охорони навколишнього природного середовища – це певний комплекс дій, який реалізується органами державної (виконавчої) влади, місцевим самоврядування в рамках передбаченої адміністративним законодавством виконавчо-розпорядчої діяльності для забезпечення ефективної правової охорони навколишнього середовища.
Адміністративні заходи охорони природоохоронних об'єктів включають систему відтворювальних, контрольних, попереджувальних, заборонювальних і заохочувальних заходів.
До основних заходів адміністративно-правової охорони навколишнього природного середовища віднесені:
- попередження негативного впливу на навколишнє середовище, що оточує людину або суспільство;
- гарантування безпечного для життя і здоров'я людей навколишнього середовища, збереження його належного стану;
- раціональне використання й відновлення об’єктів навколишнього природного середовища;
- припинення протиправних дій, які негативно впливають на стан навколишнього природного середовища.